# 157
Cette page concerne l'année 157  du calendrier julien. Pour l'année 157 av. J.-C., voir 157 av. J.-C. Pour le nombre 157, voir 157 (nombre).
L'année 157 est une année commune qui commence un vendredi.

## Événements
- Troubles en Dacie (157-158)[1]. Marcus Statius Priscus est nommé gouverneur de la province de Dacie[2].